# Puchar Polski w piłce siatkowej mężczyzn (2018/2019)
Puchar Polski w piłce siatkowej mężczyzn 2018/2019 – 62. sezon rozgrywek o siatkarski Puchar Polski odbywający się od 1932 roku.

## System rozgrywek
Rozgrywki o Puchar Polski rozgrywane były na dwóch szczeblach: wojewódzkim i centralnym.
Rozgrywki na szczeblu wojewódzkim odbyły się w maju i czerwcu 2018 roku. Brały w nich udział zespoły grające w ligach niższych od II ligi.
Zawody na szczeblu centralnym rozgrywane były systemem pucharowym. Składały się one z pięciu rund wstępnych, ćwierćfinałów oraz turnieju finałowego.
W 1. rundzie grali zwycięzcy rozgrywek wojewódzkich oraz zespoły rywalizujące w II lidze, które zgłosiły się do udziału w Pucharze Polski. W 2. rundzie grali zwycięzcy z 1. rundy według drabinki 
rozgrywek. W 3. rundzie uczestniczyły 4 zespoły, które awansowały z II rundy oraz 12 zespołów z I ligi. Rozgrywki w 4. i 5. rundzie odbywały się według drabinki turniejowej.
W ćwierćfinałach zagrały 2 zespoły, które awansowały z 5. rundy oraz 6 najlepszych zespołów po zakończeniu pierwszej rundy fazy zasadniczej PlusLigi w sezonie 2018/2019 (pozostałe drużyny PlusLigi nie uczestniczyły w rozgrywkach o Puchar Polski). Zespoły PlusLigi z miejsc 1-4 po pierwszej rundzie fazy zasadniczej zostały rozstawione. W drodze losowania powstały pary meczowe. Gospodarzami spotkań ćwierćfinałowych były zespoły z niższych klas rozgrywkowych albo zespoły wyżej sklasyfikowane po pierwszej rundzie fazy zasadniczej PlusLigi. Zwycięzcy meczów awansowały do turnieju finałowego.
W ramach turnieju finałowego rozegrano półfinały oraz finał.

## Drużyny uczestniczące
| PlusLiga 6 drużyn            |
| ---------------------------- |
| Aluron Virtu Warta Zawiercie |
| Cerrad Czarni Radom          |
| Jastrzębski Węgiel           |
| Onico Warszawa               |
| PGE Skra Bełchatów           |
| ZAKSA Kędzierzyn-Koźle       |

| I liga 8 drużyn                  |
| -------------------------------- |
| Ślepsk Suwałki                   |
| Stal AZS PWSZ Nysa               |
| KPS Siedlce                      |
| Krispol Września                 |
| Exact Systems Norwid Częstochowa |
| BBTS Bielsko-Biała               |
| Lechia Tomaszów Mazowiecki       |

| II liga 10 drużyn       |
| ----------------------- |
| BBTS II Bielsko-Biała   |
| TKS Tychy               |
| Stal Grudziądz          |
| KKS Kozienice           |
| SMS PZPS Spała          |
| SMS PZPS II Spała       |
| MKS II Będzin           |
| SPS Konspol Słupca      |
| MOSiR Sieradz           |
| LUK Politechnika Lublin |

## Rozgrywki

### 1. runda
| Data       | Drużyna 1              | Wynik | Drużyna 2               | Sety                       |
| ---------- | ---------------------- | ----- | ----------------------- | -------------------------- |
| 17.10.2018 | UKS Herkules Sulejówek | 1:3   | SMS PZPS Spała          | 19:25, 25:22, 15:25, 18:25 |
| 17.10.2018 | MKS II Będzin          | 0:3   | MOSiR Sieradz           | 12:25, 17:25, 31:33        |
| 17.10.2018 | KS Powiślak Końskowola | 1:3   | KKS Kozienice           | 13:25, 25:21, 18:25, 21:25 |
| 17.10.2018 | GOSiR Mrozy            | 1:3   | LUK Politechnika Lublin | 25:22, 15:25, 17:25, 14:25 |

### 2. runda
| Data       | Drużyna 1               | Wynik | Drużyna 2                        | Sety                              |
| ---------- | ----------------------- | ----- | -------------------------------- | --------------------------------- |
| 21.11.2018 | Konspol Słupca          | 0:3   | Lechia Tomaszów Mazowiecki       | 12:25, 23:25, 13:25               |
| 21.11.2018 | MOSiR Sieradz           | 3:1   | Krispol Września                 | 25:20, 23:25, 25:22, 25:22        |
| 21.11.2018 | BBTS II Bielsko-Biała   | 0:3   | AZS PWSZ Stal Nysa               | 20:25, 20:25, 12:25               |
| 21.11.2018 | KKS Kozienice           | 0:3   | KPS Siedlce                      | 19:25, 21:25, 23:25               |
| 21.11.2018 | Stal Grudziądz          | 1:3   | Ślepsk Suwałki                   | 25:27, 25:22, 21:25, 17:25        |
| 21.11.2018 | TKS Tychy               | 1:3   | BBTS Bielsko-Biała               | 21:25, 21:25, 26:24, 19:25        |
| 21.11.2018 | LUK Politechnika Lublin | 3:0   | SMS II PZPS Spała                | 25:18, 25:15, 26:24               |
| 28.11.2018 | SMS PZPS Spała          | 3:2   | Exact Systems Norwid Częstochowa | 28:30, 23:25, 25:23, 25:23, 15:11 |

### 3. runda
| Data       | Drużyna 1               | Wynik | Drużyna 2                  | Sety                              |
| ---------- | ----------------------- | ----- | -------------------------- | --------------------------------- |
| 11.12.2018 | LUK Politechnika Lublin | 2:3   | BBTS Bielsko-Biała         | 23:25, 25:22, 25:19, 23:25, 12:15 |
| 12.12.2018 | MOSiR Sieradz           | 0:3   | AZS PWSZ Stal Nysa         | 22:25, 18:25, 17:25               |
| 13.12.2018 | SMS PZPS Spała          | 1:3   | Lechia Tomaszów Mazowiecki | 17:25, 25:21, 22:25, 23:25        |
| 20.12.2018 | KPS Siedlce             | 0:3   | Ślepsk Suwałki             | 20:25, 22:25, 23:25               |

### 4. runda
| Data       | Drużyna 1          | Wynik | Drużyna 2                     | Sety                       |
| ---------- | ------------------ | ----- | ----------------------------- | -------------------------- |
| 16.01.2019 | Ślepsk Suwałki     | 1:3   | BBTS Bielsko-Biała            | 21:25, 25:19, 18:25, 16:25 |
| 16.01.2019 | AZS PWSZ Stal Nysa | 3:1   | KS Lechia Tomaszów Mazowiecki | 25:21, 23:25, 25:18, 25:23 |

### Ćwierćfinały
| Data       | Drużyna 1              | Wynik | Drużyna 2                    | Sety                       |
| ---------- | ---------------------- | ----- | ---------------------------- | -------------------------- |
| 23.01.2019 | ZAKSA Kędzierzyn-Koźle | 3:0   | PGE Skra Bełchatów           | 25:16, 25:19, 28:26        |
| 23.01.2019 | BBTS Bielsko-Biała     | 0:3   | Jastrzębski Węgiel           | 19:25, 20:25, 14:25        |
| 23.01.2019 | Cerrad Czarni Radom    | 1:3   | Aluron Virtu Warta Zawiercie | 18:25, 19:25, 25:23, 21:25 |
| 23.01.2019 | AZS PWSZ Stal Nysa     | 1:3   | Onico Warszawa               | 18:25, 25:21, 21:25, 18:25 |

### Półfinał
| Data       | Drużyna 1              | Wynik | Drużyna 2                    | Sety                       |
| ---------- | ---------------------- | ----- | ---------------------------- | -------------------------- |
| 26.01.2019 | ZAKSA Kędzierzyn-Koźle | 3:1   | Aluron Virtu Warta Zawiercie | 25:19, 25:20, 20:25, 25:17 |
| 26.01.2019 | Jastrzębski Węgiel     | 3:0   | Onico Warszawa               | 25:22, 25:23, 25:14        |

### Finał
| Data       | Drużyna 1              | Wynik | Drużyna 2          | Sety                       |
| ---------- | ---------------------- | ----- | ------------------ | -------------------------- |
| 27.01.2019 | ZAKSA Kędzierzyn-Koźle | 3:1   | Jastrzębski Węgiel | 25:20, 25:13, 25:27, 25:17 |